# Викијана
Викијана је једна од од најзначајнијих збирки новинских извештаја и докумената који се односе на актуелне догађаје из 16. века, у облику илустрованих памфлета, графика, рукописа и цртежа. Поменута колекција један од најважнијих архива периода реформације у Швајцарској. Јохан Јакоб Вик (1522—1588), свештеник из Цириха по коме је колекција добила име, сакупљао је и архивирао вести тога времена, хронолошки између 1559 и 1588, додајући такође материјале својој колекцији и из периода око 1505 до 1559.
Викијева колекција састоји се од 24 тома. Поред огромног броја отисака из немачког говорног подручја, збирка садржи и 52 ставке на другим језицима. Многи од листова потичу из најзначајнијих центара за штампање књига тог времена - Аугсбурга, Нирнберга и Стразбура.
Кроз слике и текстове, документи сведоче о тадашњем начину живота, извештавајући о природним појавама, као што су: комете, земљотреси, поплаве, о физичким деформитетима код људи и животиња, сензационалним злочинима и политичким догађајима тог времена. На пример, комета из 1577 је описана као "страшна и чудесна“. Колекција се може схватити као одраз кризе знања у времену верских и политичких превирања. Улрих Цвингли тада чак директно предвиђа крај света. Штавише, Викијева колекција докумената може бити посматрана од стране њега и његових савременика, као весник Страшног Суда.
Укупан број штампаних материјала у колекцији је 439, од којих 429 припадају оригиналној колекцији, а 10 су додати касније. Године 1925, поменути штампани листови Јохана Јакоба Вика одвојени су од писаних томова и пребачени су у графичку збирку у Централној библиотеци у Цириху. Сва остала документа, цела колекција, смештена је у Одељењу рукописа Централне библиотеке Цириха. 

## Примери
- Скакавац
- Монах Бастијан Хегнер пада са степеница и умире у Раперсвилу 12-тог новембра, 1561.
- Дете у Машвандену је напала и усмртила дивља свиња.
- У Женеви два монаха се кажњавају због преваре.
- Велика комета из 1577, Праг, 12. новембар 1577.